# Montaldo Bormida
Montaldo Bormida (piemontiul: Montad) település Olaszországban, Piemont régióban, Alessandria megyében. Lakosainak száma 605 fő (2023. január 1.).